# ChAI-17
Bei der ChAI-17 (russisch ХАИ-17) handelt es sich um ein einmotoriges einsitziges Sportflugzeug, das unter Leitung von W. W. Reschetnikow von einer Gruppe von Studenten am Luftfahrtinstitut Charkiw ab 1957 entwickelt, gefertigt und geflogen wurde.

## Entwicklung
Beaufsichtigt wurde das Projekt von L. D. Arson. Der Zusammenbau geschah mit Hilfe des Antonow-Konstruktionsbüros, um die flugtechnische Sicherheit der Maschine zu gewährleisten. Am 29. April 1959 startete die Maschine mit W. W. Reschetnikow zum Erstflug, bei dem die sich die berechneten Daten bestätigten. Der zweite Flug endete mit einem Unfall. Die Maschine wurde weitestgehend zerstört, diente jedoch als Grundlage für die ChAI-19.
Eine geplante zweisitzige Variante mit Doppelsteuer, 500 kg Startmasse, leistungsstärkerem Motor und teilweise aus Metall gefertigt, die nicht ausgeführt wurde, trug die Bezeichnung ChAI-18.

## Aufbau
Der aus Holz gefertigte Tiefdecker verfügte über ein nicht einziehbares Bugradfahrwerk. Das Triebwerk trieb einen verstellbaren Druckpropeller an.

## Technische Daten
| Kenngröße             | Daten                                       |
| --------------------- | ------------------------------------------- |
| Länge                 | 5,40 m                                      |
| Spannweite            | 8,60 m                                      |
| Flügelfläche          | 10,50 m²                                    |
| Flügelstreckung       | 7,0                                         |
| Leermasse             | 270 kg                                      |
| max. Startmasse       | 350 kg                                      |
| Höchstgeschwindigkeit | 148 km/h                                    |
| Dienstgipfelhöhe      | 2300 m                                      |
| Triebwerk             | 1 × M-61K luftgekühlter Motorrad-Boxermotor |
| Leistung              | 22,4 kW (30 PS)                             |